# Ruurt Hazewinkel (1929-2012)
Ruurt Hazewinkel (Groningen, 30 maart 1929 - Paterswolde, 26 maart 2012) was een Nederlandse uitgever.

## Leven en werk
Hazewinkel werd in 1929 in Groningen geboren als zoon van de uitgever van het Nieuwsblad van het Noorden Jan Abraham Hazewinkel en van Johanna Hendrika Scholten. Hij was genoemd naar zijn grootvader, Reurt Hazewinkel, de stichter van het Nieuwsblad van het Noorden. Hazewinkel trad in het voetspoor van zijn vader en zijn grootvader en koos evenals zij voor een bestaan als de uitgever. Hij werd opgeleid aan de Grafische School te Amsterdam en was achtereenvolgens leerling-journalist bij het Algemeen Handelsblad, het Algemeen Dagblad en de Haagsche Courant. Ook volgde hij lessen aan de Groninger Academie Minerva. Hij sloot zich aan bij het kunstenaarscollectief De Ploeg. Samen met zijn neef Frans kreeg hij de leiding over de Hazewinkel Pers, uitgeverij van onder meer het Nieuwsblad van het Noorden. In 1988 bestond de uitgeverij 100 jaar en besloten beiden directeuren om hun functie te beëindigen.
Na zijn pensioen verwierf Hazewinkel naam als mecenas. Met zijn broer richtte hij het Hazewinkelfonds op, dat financiële steun verleent aan mensen in nood in de provincies Groningen en Drenthe (het werkgebied van zijn uitgeverij). Samen met zijn vrouw richtte hij de stichting Beringer-Hazewinkel op dat steun verleent aan culturele zaken, zoals het prentenkabinet en het Ploegpaviljoen in het Groninger Museum en het Drents Museum. Ook financierde hij de reddingboot de Kapitein Hazewinkel van de Nederlandse Redding Maatschappij.
Hazewinkel was getrouwd met de beeldend kunstenares Catherina Hendrika Johanna Beringer Hij overleed in maart 2012 in zijn woonplaats Paterswolde, bijna 83 jaar oud.